# Himne homèric
Els himnes homèrics són una col·lecció de trenta-dos (o trenta-quatre, segons altres opinions) himnes en grec antic dedicats a diverses divinitats, que a l'antiguitat solien atribuir-se a Homer a causa de les coincidències mètriques amb altres obres homèriques.
Ja a l'antiguitat es va descartar que l'autor fos Homer. La tendència crítica actual predominant considera que les confluències es deuen a una època similar de composició, sense que calgui atribuir-los a Homer ni a un sol autor. De fet, són molts els que dubten de la mateixa existència d'Homer. Malgrat tot, el nom ha perdurat.
Actualment, es considera que el més antic d'aquests és el dedicat a Demèter, que va ser escrit el segle vii aC, en temps d'Hesíode, una mica més tard que la data normalment atribuïda a Homer. Això els situa entre els més antics monuments de la literatura grega. Semblen formar part d'un conjunt d'himnes més gran, els textos restants del qual s'han perdut.
Cada un dels himnes està dedicat a un déu i destinat a ser cantat per un aede com a preludi o proemi (en grec antic: προοίμιον, prooimion) abans de passar a un de més llarg. Els himnes varien força en longitud, i alguns són tan breus com tres o quatre versos, mentre que d'altres en superen els cinc-cents. Aquests himnes lloen deïtats concretes en hexàmetres dactílics, la mètrica usada en les èpiques homèriques.

## Llista dels himnes
Els trenta-dos himnes estan dedicats a:
| 1. Dionís 2. Demèter 3. Apol·lo 4. Hermes 5. Afrodita 6. Afrodita 7. Dionís 8. Ares 9. Àrtemis 10. Afrodita 11. Atena | 1. Hera 2. Demèter 3. Rea/Cíbele («la mare dels déus») 4. Hèracles, cor de lleó 5. Asclepi 6. Els dioscurs (Càstor i Pòl·lux) 7. Hermes 8. Pan 9. Hefest 10. Apol·lo 11. Posidó | 1. Els totpoderosos fills de Cronos (entre els quals, Zeus) 2. Hèstia 3. Les muses i Apol·lo 4. Dionís 5. Àrtemis 6. Atena 7. Hèstia 8. Gea 9. Hèlios 10. Selene 11. Els dioscurs |

Addicionalment, la tradició manuscrita ha transmès una 34a composició, dedicada als hostes i de solament cinc versos, que no es tracta, val a dir, d'un himne, ans d'un epigrama.

## Traduccions al català
- Himnes homèrics. Traducció en vers de Joan Maragall i text grec amb la traducció literal de P. Bosch Gimpera.  Barcelona: Institut de la Llengua Catalana, Impremta de L'Avenç, 1913. 
  -   Himnes Homèrics. Traducció en vers de Joan Maragall.  Publicació de l'Institut de la Llengua Catalana. Viquitexts, 1915 (segona edició).
  -  « Cants homèrics». A: Obres completes d'En Joan Maragall. Sèrie catalana. Poesies II.  Gustau Gili editor. Viquitexts, 1918 (tercera edició).
- Himnes homèrics. Versió poètica catalana de Manuel Balasch.  Barcelona: Llibres del Mall, 1974.
- Himnes homèrics. Introducció, traducció i notes de Maria Rosa Llabrés Ripoll.  Port de Pollença: Edicions del Salobre, col·lecció Ílion de textos clàssics, 2009.